# Station Sévérac-le-Château
Station Sévérac-le-Château is een spoorwegstation bij Sévérac-le-Château in de Franse gemeente Sévérac d'Aveyron op de lijn Béziers-Neussargues (kilometer 579,559). Het is tevens het beginpunt van de lijn naar Rodez.
Sinds de elektrificatie in 1930 staat er ook een tractieonderstation.
Het station werd in 1880 in gebruik genomen door de Compagnie des Chemins de fer du Midi en wordt thans uitgebaat door de SNCF. Het wordt bediend door Intercités-treinen en door de TER Occitanie
Het is ook een goederenstation.